# زيلا على أصغر (تشيلو)
زيلا على أصغر (بالفارسية: زیلاعلی عسگر) هي منطقة سكنية تقع في إيران في قسم تشيلو الريفي. يقدر عدد سكانها بـ 294 نسمة بحسب إحصاء 2016.